# HJS Arkitektkontor

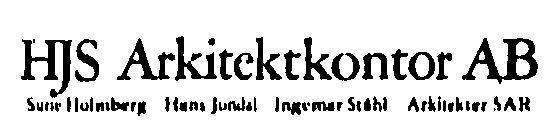
HJS Arkitektkontor ritningsstämpel 1982.

HJS Arkitektkontor (även HJS Arkitekter) var ett svenskt arkitektkontor.

## Historik
HJS bildades 1978 av arkitekterna Sune Holmberg, Hans Jondal och Ingemar Ståhl. Kontorets specialområden var industri- och kontorshusbyggen med en relativt stor andel utlandsuppdrag. Företaget hade närmare 100 medarbetare och kontor i Malmö, Linköping, Stockholm, Östersund och Umeå. 1998 såldes HJS till Sweco där Ingemar Ståhl sedan var vice VD under tre år.

## Arbeten (urval)
- Slakteriet 7, husnr 6, Östersund, 1981.[1]
- Verkstaden 25, (om- och tillbyggnad) Storängens industriområde, 1982
- Monteliushuset, Södermalm (modernisering), 1983
- Lorensberg 1, Södermalm (modernisering), 1984
- Mörviken 1:107, Åre, 1985[2]
- If-huset, Barks väg 11, 15, Bergshamra, 1984-1987[3]
- Bostadshus, Barks väg 6, 8, 10, 12-16 Bergshamra, 1984-1987
- Industrihus Ivalo 1, Spånga-Kista, 1990[4]
- Aros Congress Center, Västerås, 1990
- Belysningen 2, husnr 1, Östersund, 1991[5]
- Asko-huset, Kungens kurvas kontors- och industriområde, 1992
- Kabelverket 3, husnr 1, Älvsjö, 1993 (revs 2017)
- Farmacibyggnader för Draco, Lund, 1994[6]

### Bilder arbeten (urval)

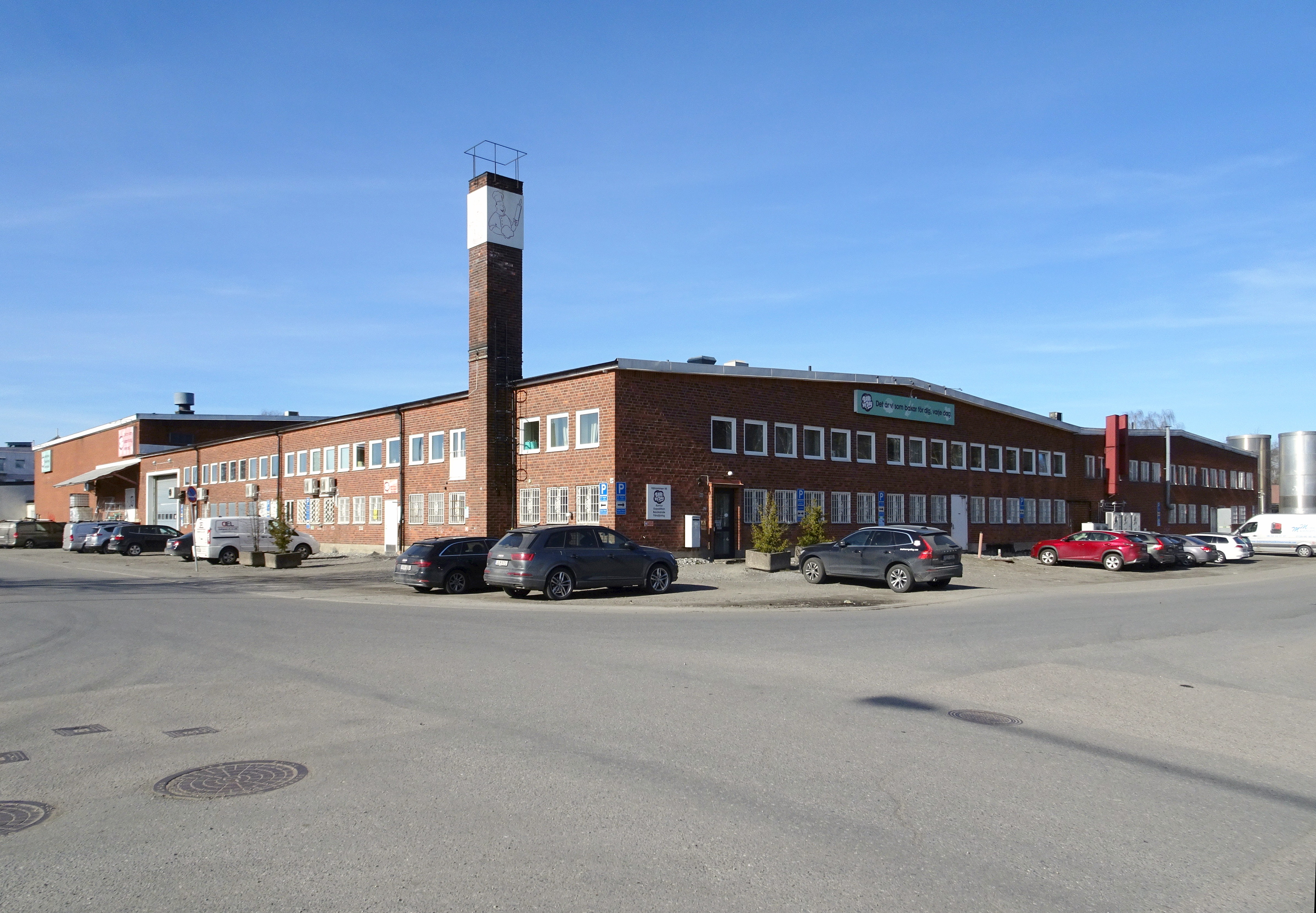
Verkstaden 25.
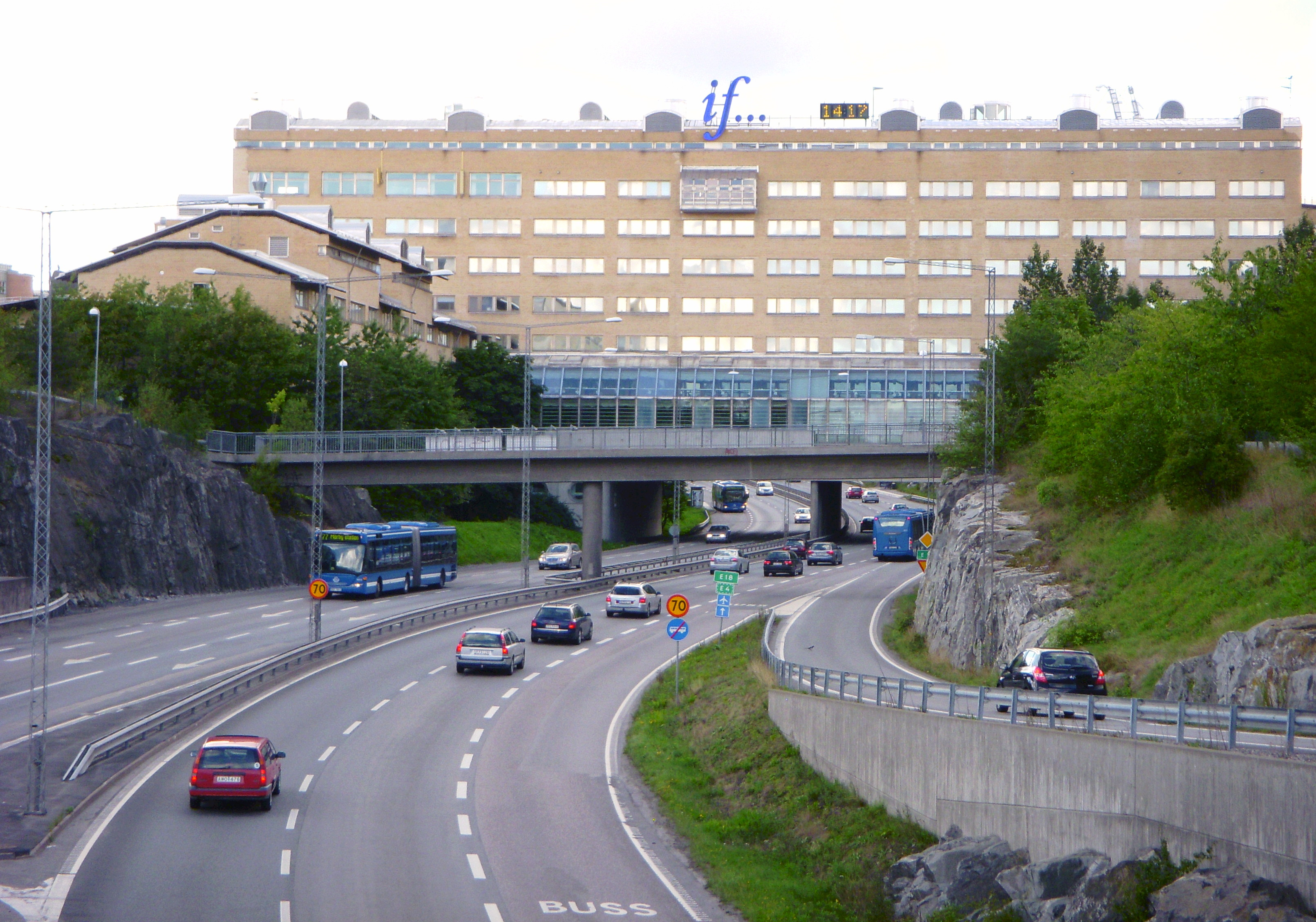
If-huset.
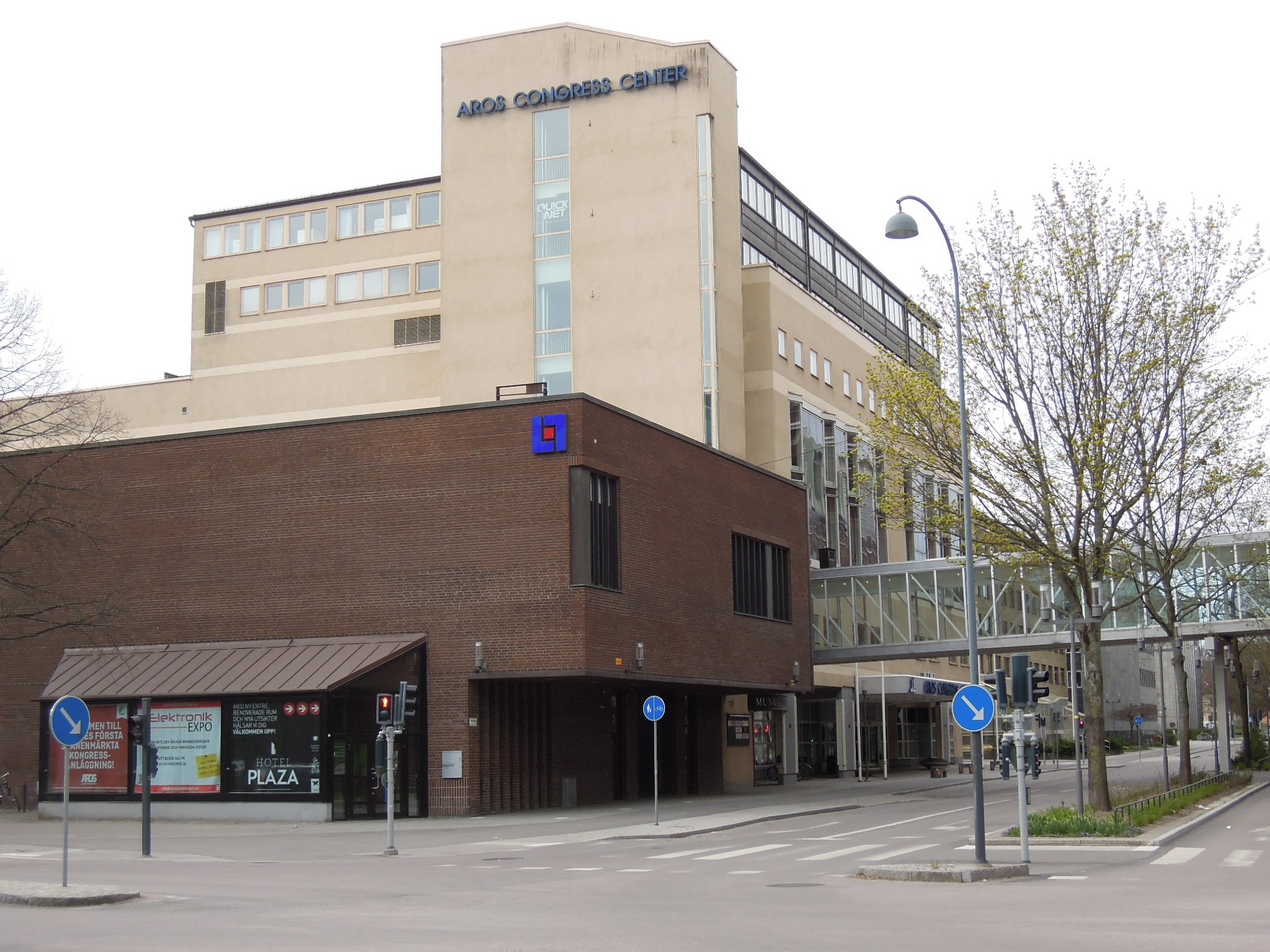
Aros Congress center.
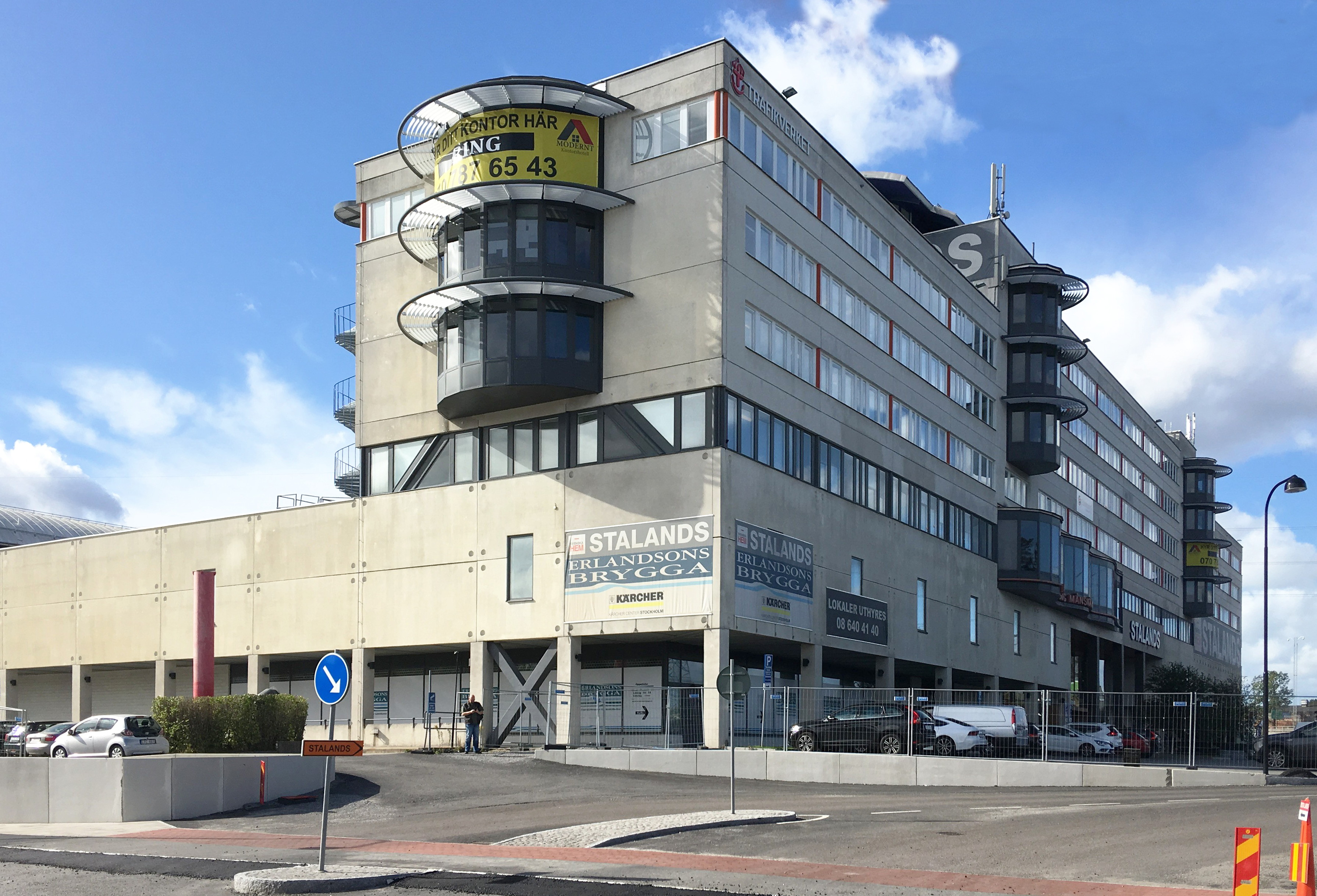
Asko-huset.